# Taux de distorsion harmonique
Le taux de distorsion harmonique (abrégé THD, total harmonic distortion en anglais) est un indicateur de la qualité du traitement du signal dans un appareil.
Le taux de distorsion harmonique s'exprime en pourcentage. On indique le rang de l'harmonique en indice, ou on calcule le taux de distorsion harmonique total. On mesure et on communique aussi le taux de distorsion harmonique total plus bruit ((en) THD+N).

## Théorie
Le taux de distorsion harmonique est une mesure de la linéarité du traitement du signal effectuée en comparant le signal en sortie d'un appareil à un signal d'entrée parfaitement sinusoïdal. La non-linéarité du système déforme cette sinusoïde. Le signal de sortie reste un phénomène périodique. Un signal phénomène périodique peut s'analyser en une somme de sinusoïdes de fréquences multiples de celle donnant la période, appelée fréquence fondamentale. Chacune de ces sinusoïdes est un harmonique de rang égal au quotient de sa fréquence par la fréquence fondamentale. Le taux de distorsion harmonique est le rapport des valeurs efficaces entre la fréquence fondamentale et les autres.
Le taux de distorsion harmonique d'un système varie avec le niveau et avec la fréquence du signal d'essai. Ces paramètres de la mesure doivent être spécifiés dans les procédures et les comptes rendus.

## Définitions

### Taux de distorsion harmonique
Le taux de distorsion harmonique se mesure normalement harmonique par harmonique dans les phases de conception et d'essai des matériels. L'indication de la répartition des harmoniques permet, en effet, de diagnostiquer l'origine des non-linéarités. Certaines formes de distorsion peuvent être plus indésirables que d'autres.
Dans une définition ancienne, on calcule le taux d'harmonique par rapport au fondamental (harmonique 1).
{\displaystyle {\text{DHF}}_{h}=100\times {\frac {v_{h}}{v_{1}}}}
où h est le rang de l'harmonique, vh la valeur efficace de l'harmonique de rang h, v1 étant celle de l'harmonique 1, le fondamental.
Comme il s'agit de sinusoïdes tant au numérateur qu'au dénominateur, le rapport des valeurs efficaces est égal à celui des amplitudes.
On obtient ainsi un tableau des taux d'harmoniques 2, 3, etc.
Dans la pratique, on mesurait le taux plutôt par rapport à la valeur efficace globale du signal de sortie. La différence est minime tant que la valeur de la distorsion harmonique totale est faible. Mais en audio, des éléments capitaux de la chaîne de transmission, les enceintes acoustiques ont des taux de distorsion harmonique élevés. À 60 Hz, la limite d'audibilité s'élève jusqu'à 50 % de H2 et 10 % de H3. C'est pourquoi la Commission électrotechnique internationale a opté pour une définition avec la valeur efficace globale :
{\displaystyle {\text{DH}}_{h}=100\times {\frac {v_{h}}{v}}=100\times {\frac {v_{h}}{\sqrt {\sum _{h=1}^{H}{v_{h}^{2}}}}}}
où h est le rang de l'harmonique, vh la valeur efficace de l'harmonique de rang h, v la valeur efficace globale et H le rang du dernier harmonique encore dans la bande passante.

### Taux de distorsion harmonique totale
Le taux de distorsion harmonique totale ((en) THD Total Harmonic Distortion) se définit comme le rapport entre la valeur efficace de l'ensemble des composantes harmoniques et la valeur efficace globale.
{\displaystyle {\text{THD}}=100\times {\frac {\sqrt {\sum _{h=2}^{H}{v_{h}^{2}}}}{\sqrt {\sum _{h=1}^{H}{v_{h}^{2}}}}}}
où vh est la valeur efficace de l'harmonique de rang h.
La même évolution que pour le taux de distorsion par harmonique s'est produite, et des mesures anciennes peuvent se référer à la valeur efficace de la fondamentale, sans que cela tire grandement à conséquence, quand les valeurs obtenues sont inférieures à 10 %.
Certains auteurs emploient les abréviations THD-G (Taux de distorsion harmonique global) pour la définition par rapport à la valeur efficace du signal de sortie et THD-F (Taux de distorsion harmonique par rapport au fondamental) pour la définition du taux par rapport à l'harmonique 1 (le fondamental), qui donne la formule suivante :
{\displaystyle {\text{THD-F}}={\sqrt {\sum _{h=2}^{h=H}\left({\frac {Q_{h}}{Q_{1}}}\right)^{2}}}={\frac {\sqrt {\sum _{h=2}^{h=H}{Q_{h}}^{2}}}{Q_{1}}}={\frac {Q_{HM}}{Q_{1}}}}
où Qh est la valeur efficace de l'harmonique au rang h du courant / de la tension ; Q1 est celle composante fondamentale ; QHM est la valeur efficace des courants ou tensions harmoniques ; h est le rang harmonique et H est le rang harmonique maximal, en théorie infini, en pratique, le plus élevé dans la bande passante.

### Taux de distorsion harmonique plus bruit
Il est en général plus simple de mesurer l'ensemble des écarts du signal de sortie par rapport à la transmission linéaire du signal d'entrée, sans séparer les harmoniques du bruit de fond.
{\displaystyle {\text{THD+N}}=100\times {\frac {\sqrt {v^{2}-v_{1}^{2}}}{v}}}
où v est la valeur efficace globale du signal de sortie, et v1 est la valeur efficace de l'harmonique de rang 1 (le fondamental).
Cette formule, comme les précédentes, rapporte le taux d'harmoniques à la valeur efficace globale du signal. En rapportant la valeur efficace des harmoniques à celle du fondamental, on obtient le rapport total de distorsion (TDR) :
{\displaystyle {\text{TDR}}={\frac {TDC}{Q_{1}}}={\frac {\sqrt {Q^{2}-Q_{1}^{2}}}{Q_{1}}}}
où Q1 est valeur efficace de la composante fondamentale et Q est la valeur efficace totale de la grandeur (courant ou tension).

### Taux de distorsion harmonique pondéré
Le taux de distorsion harmonique est un des outils du génie électrique. En effet, l'avantage du taux de distorsion harmonique pondéré (WTHD en anglais) par rapport au THD classique est qu'il permet d'évaluer le THD mais en considérant une charge quelconque en sortie du dispositif de puissance (comme un moteur électrique ou un circuit RL). En effet ces dispositifs fonctionnent comme des filtres passe bas et atténuent fortement les harmoniques de rang élevé.
Le WTHD est défini grâce à l'équation suivante et est exprimé en pourcentage.
{\displaystyle {\text{WTHD}}=100\times {\frac {1}{v_{1}}}{\sqrt {\sum _{h=2}^{\infty }{\frac {v_{h}^{2}}{h^{2}}}}}}
Où v1 est le fondamental du signal et vh l'harmonique de rang h. Le WTHD trouve une application toute particulière en génie électrique, et plus particulièrement sur les onduleurs et leur commande par MLI. Ainsi v1 et vh sont souvent des tensions.

## Méthodes de mesure
Le développement de l'électronique numérique a permis d'utiliser des analyseurs utilisant la transformation de Fourier rapide (FFT) permettant d'analyser la distorsion, harmonique par harmonique.
Les mesures basées sur l'intermodulation donnent une autre approche des non-linéarités des systèmes.
Les distorsions transitoires, pour lesquelles l'analyse harmonique est impossible, doivent s'évaluer par d'autres méthodes.